# غريغوري سوانسون
غريغوري سوانسون (بالإنجليزية: Gregory Swanson) هو محامي أمريكي، ولد في 1924 في دانفيل في الولايات المتحدة، وتوفي في 1992.